# Black Elvire River
Der Black Elvire River ist ein Fluss in der Region Kimberley im Nordosten des australischen Bundesstaates Western Australia.

## Geografie
Der Fluss entspringt östlich der Siedlung Ruby Plains und fließt in nordöstlicher Richtung durch unbesiedeltes Land. Er unterquert die Duncan Road in der Saw Tooth Gorge und mündet südlich der Albert Edward Range in den Elvire River.